# Kutara transversa
Kutara transversa är en insektsart som beskrevs av Zhang och Webb 1996. Kutara transversa ingår i släktet Kutara och familjen dvärgstritar. Inga underarter finns listade i Catalogue of Life.